# Francin
Francin korábbi község (település) Franciaországban, Savoie megyében. 2019. január 1-jén Les Marches községgel egyesült és Porte-de-Savoie új község része lett.
Lakosainak száma 1035 fő (2018. január 1.). Francin Chignin, Laissaud, Les Marches, Montmélian, Sainte-Hélène-du-Lac és La Thuile községekkel határos.

## Népesség
A település népességének változása:
| Lakosok száma | 907  | 925  | 952  | 991  | 1035 |
|               | 2013 | 2015 | 2016 | 2017 | 2018 |